# Дуглас, Арчибальд, 6-й граф Ангус
Арчибальд Дуглас (англ. Archibald Douglas; 1489—1557) — шотландский барон, 6-й граф Ангус с 1513 года, лидер англофильской партии в начале XVI века, несколько раз захватывавший власть в стране.
Арчибальд Дуглас был внуком Арчибальда «Отчаянного», 5-го графа Ангуса. Отец Арчибальда погиб в битве при Флоддене и его сын унаследовал графство после смерти деда.

## Браки и дети
В 1509 году Дуглас женился на Маргарет Хепберн, дочери графа Ботвелла.
После её смерти в 1513 году, 6 августа 1514 года, новый граф Ангус женился на Маргарите Тюдор, дочери английского короля Генриха VII — вдове короля Шотландии Якова IV. Это позволило Дугласу возглавить правительство страны при малолетнем Якове V. Однако этот брак королевы и сближение с Англией, предпринятое Маргаритой и графом Ангусом, вызвали возмущение шотландских баронов. В 1515 году регентом Шотландии был избран Джон Стюарт, герцог Олбани, сторонник профранцузского курса, и граф Ангус был изгнан из страны.
От это брака родилась единственная дочь Маргарита Дуглас, графиня Леннокс (1515-1578), которая вышла замуж за Мэтью Стюарта, 4-го графа Леннокса и стала матерью Генри, лорда Дарнли, мужа королевы Шотландии Марии Стюарт.
Герцог Олбани проводил политику умиротворения, поэтому вскоре Арчибальд Дуглас был помилован, вернулся в Шотландию и даже вошёл в регентский совет. Тем временем Маргарита Тюдор, оскорблённая изменами мужа, начала процедуру развода.
В этот период у графа Ангуса начались отношения с леди Джейн де Тракуэр, дочерью лорда Тракуэра, от которой у него родилась дочь леди Джанет Дуглас, которая вышла замуж за Патрика Рутвена, 3-го лорда Рутвена, в браке с которым родилось 6 детей. Ангус занял поместье своей жены Маргариты Тюдор в Ньюарке, где он поселился со своей любовницей и незаконнорождённой дочерью. Сильно раздражало Маргарет то, что он конфисковал и использовал её доход от приданого в качестве вдовствующей королевы Шотландии. Маргарита отомстила мужу, отказавшись поддержать его притязания на власть и тайно договариваясь через герцога Олбани о разводе. В период нахождения герцога Олбани во Франции в 1517—1521 годах граф Ангус вновь попытался захватить власть, вызвав затяжной конфликт с Джеймсом Гамильтоном, графом Арраном. Борьба между графом Ангусом и графом Арраном, доходящая до вооруженных столкновений из-за контроля над Эдинбургом, грозила перерасти в гражданскую войну, и лишь возвращение регента позволило стабилизировать ситуацию. Регент взял на себя управление государством, и в декабре граф Ангус был обвинен в государственной измене и отправлен во Францию в качестве заключенного в марте 1522 года, хотя ему удалось бежать в Лондон в 1524 году.
В 1543 году женился на Маргарет Максвелл, дочери Роберта Максвелла, 5-го лорда Максвелла, в браке с которой родился сын Джеймс (1544/1547 - 1547/1548). В связи с ранней смертью законного наследника ему наследовал его племянник Дэвид, сын Джорджа Дугласа из Питтендрайха.
Также имел внебрачного сына Джорджа Дугласа, который стал епископом Морей.

## Регентство Ангуса
В 1513 году Ангус возглавил англофильскую партию шотландских баронов, которая начала складываться после Флодденской битвы. Первоначально число сторонников ориентации на Англию было не велико — сохранялась традиционная приверженность Шотландии союзу с Францией. Однако постепенно идея сближения с южным соседом получала все большее признание. Об этом свидетельствовали выход в 1521 году книги Джона Мейджора «Великая Британия» и отказ шотландских дворян участвовать в военных кампаниях герцога Олбани против Англии в 1522—1523 годах. Проанглийских баронов активно поддерживал и субсидировал Генрих VIII, король Англии.
Рост англофильских настроений в среде шотландской знати позволил Ангусу в 1525 году осуществить государственный переворот. Король был помещен под надзор Арчибальда Дугласа в Эдинбург, на все высшие должности были назначены родственники и приближенные Ангуса. Это, конечно, не могло не вызвать недовольства шотландской знати. Однако все попытки восстания против Ангуса были подавлены. Лишь в мае 1528 года королю удалось бежать из Эдинбурга и собрать под своим началом отряды шотландских дворян. Королевская армия вступила в столицу и осадила Ангуса в его родовом замке Танталлон. 5 декабря 1528 года Дуглас был вынужден капитулировать, однако ему было разрешено эмигрировать в Англию.
Тем не менее правление Ангуса в 1525—1528 годах ознаменовалось не только узурпацией власти узкой олигархией: на этот период приходится время активного привлечения на государственную службу талантливых мелких дворян и незнатных шотландцев, многие из которых сохранили свои посты и после падения графа. Ангус также с некоторым успехом пытался навести порядок в регионах, пограничных с Англией, бароны которых отличались особенной склонностью к анархии.

## Возвращение и разрыв с Англией
В Шотландию граф Ангус смог вернуться только в 1543 году, после смерти короля Якова V. Он вошёл в регентский совет под руководством Джеймса Гамильтона, 2-го графа Аррана, проводившего в то время политику ориентации на Англию. По поручению Генриха VIII Ангус организовал заключение Шотландией соглашения о браке новорожденной королевы Марии Стюарт и сына короля Англии. Однако в 1544 году к власти в Шотландии пришли сторонники франко-шотландского альянса во главе кардиналом Дэвидом Битоном, и Ангус был немедленно отправлен в отставку.
Победа профранцузской партии спровоцировала в 1544—1545 годах ряд английских вторжений на территорию Шотландии. Разорение англичанами владений Ангуса в Лотиане и надругательство над семейными могилами Дугласов в Мелрозе привели к радикальному повороту в судьбе графа: Арчибальд возглавил шотландские силы сопротивления и 27 февраля 1545 году разбил английские войска в битве при Анкрум-Мур. В следующем году Ангус уже получал субсидии от Франции, а 10 сентября 1547 года командовал шотландским авангардом в битве при Пинки.